# Lepenec
Lepenec (makedonsko Лепенец, albansko Lepenc, Lepenci, srbohrvaško Lepenac, Лепенац) je reka na jugu Kosova in na severu Makedonije.

## Tok
Reka izvira pod goro Koxha Ballkan vzhodno od Prizrena na Kosovu. V zgornjem delu toka teče v smeri vzhoda skozi ozko dolino, ki jo zamejujeta Žar planina na severu in Šar planina na jugu. V predelu, zgodovinsko znanem kot Siriniška župa, teče mimo znanega smučarskega središča Brezovica in mesta Štrpce.
Za vasjo Doganaj reka zavije proti jugu in vstopi na Kosovo polje. V mestu Kačanik se vanjo izlije njen največji pritok Nerodimka. Za sotočjem Lepenec tvori najglobljo in najslikovitejšo sotesko, vsekano med Šar planino na zahodu in Skopsko Črno goro na vzhodu, imenovano Kačaniška soteska. Skoznjo poteka glavna cestna in železniška povezava Kosova in Makedonije. Skupna dolžina soteske je 24 km, njen najožji del v dolžini 12 km pa se razteza od Kačanika do obmejnega kraja Elez Han.
Nekaj kilometrov Lepenec teče po kosovsko-makedonski meji. V makedonskem delu toka ni večjih naselij do Skopja, kjer se blizu naselja Zlokuḱani v severozahodnem predmestju izlije v Vardar.

## Galerija
- Soteska in mesto Kačanik
- Lepenec blizu kraja Orman
- Izliv Lepenca v Vardar